# Península de Nordkinn
A península de Nordkinn (em norueguês:  Nordkinnhalvøya/Nordkynhalvøya, em lapão setentrional:  Čorgašnjárga) é uma península em Finnmark, no norte da Noruega. O povoamento está concentrado nas costas setentrionais e na base da península. as principais localidades são Mehamn, Gamvik e Kjøllefjord. O farol de Slettnes perto de Gamvik é o farol mais setentrional da Europa continental.

## Geografia
O ponto mais alto da península é Storvarden (486m) no maciço de Sandfjellet. O ponto mais a norte são os penhascos de Kinnarodden, que formam também o ponto mais setentrional da Noruega e Europa continentais (há pontos mais a norte em ilhas). 
A parte oriental da península tem por vizinho o Tanafjord, que a separa da península de Varanger. A oeste é limitada pelo Laksefjord que a separa da desabitada peninsula de Sværholt. A norte as águas de Laksefjord juntam-se às do fiorde Porsanger, drenando para o mar de Barents.

## Transportes

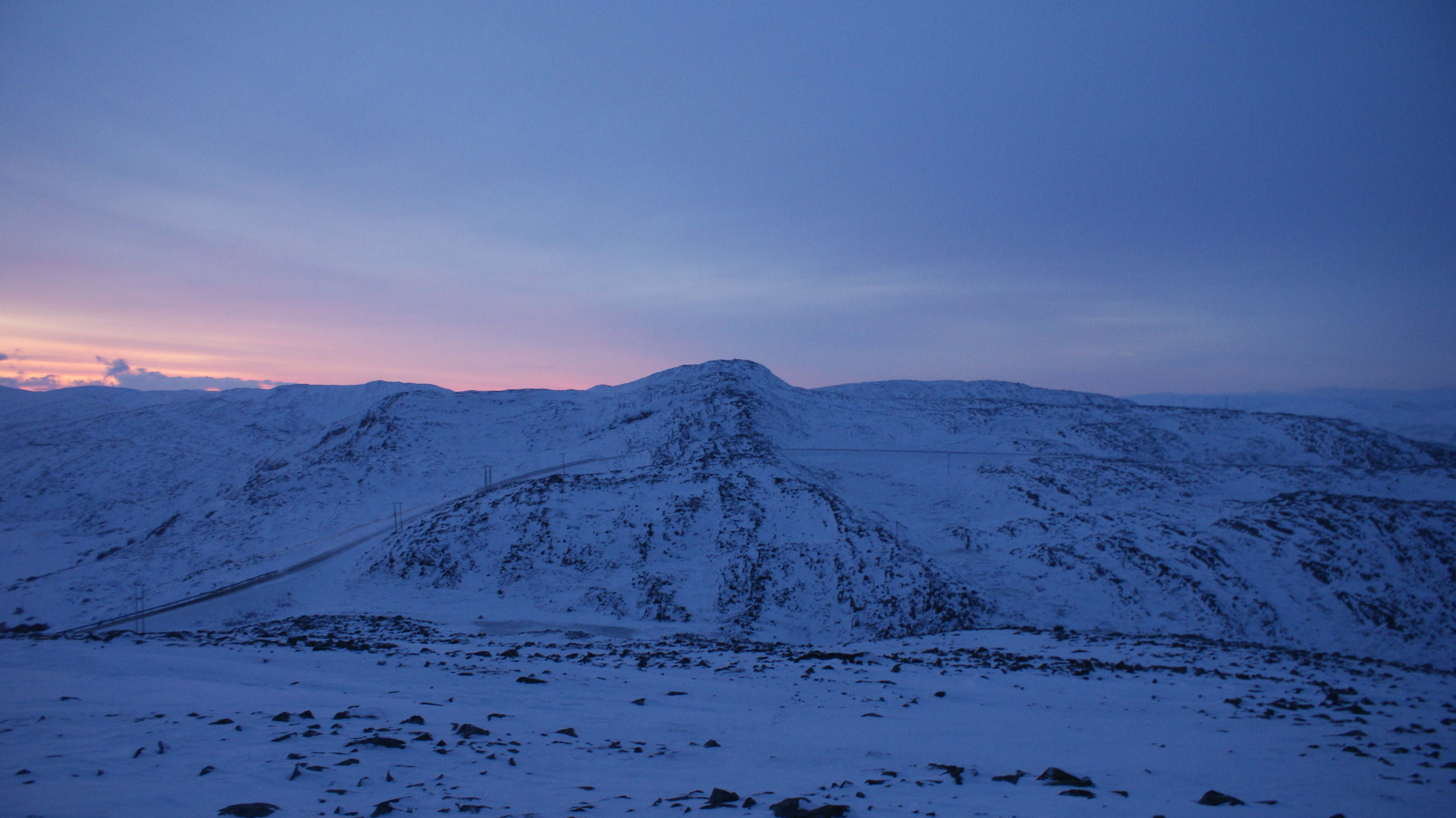
Tundra varrida por gelos e ventos na península de Nordkinn numa noite polar (ao meio-dia).

A estrada regional 888 liga Gamvik, Mehamn e Lebesby a estrada europeia E6 na base da península, e daí a Kirkenes a leste e Alta a oeste. Há navios a ligar essas localidades.
Mehamn também está ligada por ar pelo aeroporto de Mehamn, servido pela Widerøe.